# Lijst van Amerikaanse Playmates (1960-1969)
Deze lijst van Amerikaanse Playmates (1960-1969) is een overzicht van de Playmates die in de jaren 1960 tot en met 1969 in de Amerikaanse uitgave van Playboy hebben gestaan.
| Maand en jaar  | Omslagmodel                                                                                                 | Centerfoldmodel                | Interviewonderwerp                                  | Anderen / opmerkingen                  |
| -------------- | --- | ------------------------------ | --------------------------------------------------- | -------------------------------------- |
| januari 1960   | Clayre Peters, Nancy Crawford, Elaine Reynolds, Eleanor Bradley, Yvette Vickers, Donna Lynn, Ellen Stratton | Stella Stevens                 |                                                     |                                        |
| februari 1960  | geen model                                                                                                  | Susie Scott                    |                                                     | Jayne Mansfield                        |
| maart 1960     | geen model                                                                                                  | Sally Sarell                   |                                                     |                                        |
| april 1960     | geen model                                                                                                  | Linda Gamble                   |                                                     |                                        |
| mei 1960       | geen model                                                                                                  | Ginger Young                   |                                                     |                                        |
| juni 1960      | geen model                                                                                                  | Delores Wells                  |                                                     | Ellen Stratton                         |
| juli 1960      | geen model                                                                                                  | Teddi Smith                    |                                                     |                                        |
| augustus 1960  | geen model                                                                                                  | Elaine Paul                    |                                                     | Sophia Loren                           |
| september 1960 | Marli Renfro                                                                                                | Ann Davis                      |                                                     |                                        |
| november 1960  | geen model                                                                                                  | Kathy Douglas                  |                                                     | Girls of Hollywood                     |
| oktober 1960   | geen model                                                                                                  | Joni Mattis                    |                                                     | June Wilkinson                         |
| december 1960  | Teddi Smith                                                                                                 | Carol Eden                     |                                                     | Zevende verjaardag, Marilyn Monroe     |
| januari 1961   | Teddi Smith, Joni Mattis, Stella Stevens, Susie Scott, Ginger Young, Ellen Stratton                         | Connie Cooper                  |                                                     |                                        |
| februari 1961  | Barbara Ann Lawford                                                                                         | Barbara Ann Lawford            |                                                     | Vrouwen uit New York                   |
| maart 1961     | geen model                                                                                                  | Tonya Crews                    | Panelinterview over nieuwe vormen humor             |                                        |
| april 1961     | geen model                                                                                                  | Nancy Nielsen                  |                                                     | Linda Gamble                           |
| mei 1961       | Judy Newton                                                                                                 | Susan Kelly                    |                                                     | Vrouwen uit Zweden                     |
| juni 1961      | Heidi Becker                                                                                                | Heidi Becker                   |                                                     | Ann Richards                           |
| juli 1961      | Susie Scott                                                                                                 | Sheralee Conners               | Panelinterview over censuur in literatuur           |                                        |
| augustus 1961  | geen model                                                                                                  | Karen Thompson                 |                                                     |                                        |
| september 1961 | Barbara Ann Lawford                                                                                         | Christa Speck                  |                                                     |                                        |
| november 1961  | geen model                                                                                                  | Jean Cannon                    |                                                     |                                        |
| oktober 1961   | geen model                                                                                                  | Dianne Danford                 | Panelinterview over tv-problemen                    | Anita Ekberg                           |
| december 1961  | geen model                                                                                                  | Lynn Karrol                    |                                                     | Achtste verjaardag                     |
| januari 1962   | Heidi Becker, Susan Kelly, Connie Cooper, Christa Speck, Karen Thompson                                     | Merle Pertile                  |                                                     |                                        |
| februari 1962  | Cynthia Maddox                                                                                              | Kari Knudsen                   |                                                     | Vrouwen uit Rome                       |
| maart 1962     | geen model                                                                                                  | Pamela Gordon                  |                                                     |                                        |
| april 1962     | Roberta Lane                                                                                                | Roberta Lane                   |                                                     | Christa Speck                          |
| mei 1962       | geen model                                                                                                  | Marya Carter                   |                                                     |                                        |
| juni 1962      | | Merissa Mathes                 | Panelinterview over de vervrouwing van Amerika      |                                        |
| juli 1962      | geen model                                                                                                  | Unne Terjesen                  |                                                     |                                        |
| augustus 1962  | geen model                                                                                                  | Jan Roberts                    |                                                     |                                        |
| september 1962 | geen model                                                                                                  | Mickey Winters                 | Miles Davis                                         |                                        |
| november 1962  | Laura Young                                                                                                 | Laura Young                    | Peter Sellers                                       |                                        |
| oktober 1962   | geen model                                                                                                  | Avis Kimble                    | Panelinterview over moraal en ethiek                | Eerste Little Annie Fanny cartoon      |
| december 1962  | Sheralee Conners                                                                                            | June Cochran                   | Jackie Gleason                                      |                                        |
| januari 1963   | Merle Pertile, Avis Kimble, Laura Young, Kari Knudsen, Marissa Mathes                                       | Judi Monterey                  |                                                     | Elizabeth Taylor                       |
| februari 1963  | Cheryl Lamphey                                                                                              | Toni Ann Thomas                | Frank Sinatra                                       |                                        |
| maart 1963     | Cynthia Maddox                                                                                              | Adrienne Moreau                | Bertrand Russell                                    |                                        |
| april 1963     | Kellie Collins                                                                                              | Sandra Settani                 | Helen Gurley Brown                                  | Vrouwen uit Afrika                     |
| mei 1963       | geen model                                                                                                  | Sharon Cintron                 | Malcolm X                                           | June Cochran                           |
| juni 1963      | Jayne Mansfield                                                                                             | Connie Mason                   | Billy Wilder                                        | Jayne Mansfield                        |
| juli 1963      | Judy Newton                                                                                                 | Carrie Enwright                | Panelinterview over 1984 en later (toekomstideeën)  |                                        |
| augustus 1963  | Nancy Perry                                                                                                 | Phyllis Sherwood               | Panelinterview over 1984 en later (toekomstideeën)  |                                        |
| september 1963 | Joey Thorpe                                                                                                 | Victoria Valentino             | Richard Burton                                      |                                        |
| november 1963  | Teddi Smith                                                                                                 | Christine Williams             | Jawaharial Nehru                                    | Elsa Martinelli                        |
| oktober 1963   | Sharon Rogers                                                                                               | Terre Tucker                   | Jimmy Hoffa                                         | Vrouwen uit Canada                     |
| december 1963  | geen model                                                                                                  | Donna Michelle                 | Albert Schweitzer                                   | Kim Novak                              |
| januari 1964   | geen model                                                                                                  | Sharon Rogers                  | Vladimir Nabokov                                    | Tiende verjaardag, Marilyn Monroe      |
| februari 1964  | Cynthia Maddox                                                                                              | Nancy Jo Hooper                | Panelinterview over Jazz                            | Mamie van Doren                        |
| maart 1964     | Olga Schoberova                                                                                             | Nancy Scott                    | Ayn Rand                                            | Vrouwen uit Rusland                    |
| april 1964     | Peter Sellers, Karen Lynn                                                                                   | Ashlyn Martin                  | Jean Genet                                          |                                        |
| mei 1964       | Donna Michelle                                                                                              | Terri Kimball                  | Jack Lemmon                                         | Donna Michelle                         |
| juni 1964      | Mamie van Doren                                                                                             | Lori Winston                   | Ingmar Bergman                                      | Mamie van Doren                        |
| juli 1964      | Cynthia Maddox                                                                                              | Melba Ogle                     | Salvador Dalí                                       | Brigitte Bardot                        |
| augustus 1964  | Barbara Reeves                                                                                              | China Lee                      | Dick Gregory                                        |                                        |
| september 1964 | Heather Hewitt                                                                                              | Astrid Schulz                  | Henry Miller                                        | Elke Sommer                            |
| november 1964  | Judy Newton                                                                                                 | Rosemarie Hillcrest            | Cassius Clay                                        |                                        |
| oktober 1964   | Maria Hoff                                                                                                  | Kai Brendlinger                | George Wallace                                      | Vrouwen uit Duitsland                  |
| december 1964  | geen model                                                                                                  | Jo Collins                     | Ian Fleming                                         | Caroll Baker                           |
| januari 1965   | geen model                                                                                                  | Sally Duberson                 | Martin Luther King                                  |                                        |
| februari 1965  | Teddi Smith                                                                                                 | Jessica St. George             | The Beatles                                         |                                        |
| maart 1965     | geen model                                                                                                  | Jennifer Jackson               | Panelinterview                                      | Alberto Vargas cover art, Carol Lynley |
| april 1965     | Lannie Balcom                                                                                               | Sue Williams                   | Art Buchwald                                        |                                        |
| mei 1965       | geen model                                                                                                  | Maria McBane                   | Jean-Paul Sartre                                    | Stella Stevens                         |
| juni 1965      | Turid Lundberg                                                                                              | Hedy Scott                     | Melvin Belli                                        | Ursula Andress                         |
| juli 1965      | Joey Thorpe                                                                                                 | Gay Collier                    | Marcello Mastroianni                                | Vrouwen van de Franse Riviera          |
| augustus 1965  | Jo Collins                                                                                                  | Lannie Balcom                  | Robert Shelton                                      | Jo Collins                             |
| september 1965 | Teddi Smith                                                                                                 | Patti Reynolds                 | Peter O'Toole                                       | Jeanne Moreau                          |
| november 1965  | Penny James                                                                                                 | Allison Parks                  | Madalyn Murray                                      |                                        |
| oktober 1965   | Beth Hyatt                                                                                                  | Pat Russo                      | Sean Connery                                        | Bondgirls                              |
| december 1965  | Allison Parks                                                                                               | Dinah Willis                   | Al Capp                                             |                                        |
| januari 1966   | Patti Reynolds                                                                                              | Judy Tyler                     | Grace Kelly                                         |                                        |
| februari 1966  | Sissy | Melinda Windsor                | Federico Fellini                                    |                                        |
| maart 1966     | geen model                                                                                                  | Priscilla Wright               | Bob Dylan, Panelinterview over wet en criminaliteit |                                        |
| april 1966     | Cynthia Maddox                                                                                              | Karla Conway                   | George Lincoln Rockwell                             |                                        |
| mei 1966       | Allison Parks                                                                                               | Dolly Read                     | Arthur Schlesinger                                  | Allison Parks                          |
| juni 1966      | Mary Warren                                                                                                 | Kelly Burke                    | Mike Nichols                                        | Girls of Texas                         |
| juli 1966      | Penny James, Patti Reynolds, Joann Russell, Barbara Shaw, Joey Thorpe                                       | Tish Howard                    | Ralph Ginzburg                                      | Ursula Andress                         |
| augustus 1966  | Sissy | Susan Denberg                  | H. L. Hunt                                          | Jane Fonda                             |
| september 1966 | Dianne Chandler                                                                                             | Dianne Chandler                | Timothy Leary                                       | Jocelyn Lane                           |
| november 1966  | Peggy James                                                                                                 | Linda Moon                     | Mel Brooks                                          | Ann-Margret                            |
| oktober 1966   | Sue Batchelor                                                                                               | Lisa Baker                     | Norman Thomas                                       |                                        |
| december 1966  | Nancy Gould                                                                                                 | Susan Bernard                  | Sammy Davis jr.                                     | Vrouwen van Tahiti                     |
| januari 1967   | Judy Tyler, Dianne Chandler, Melinda Windsor                                                                | Surrey Marshe                  | Fidel Castro                                        |                                        |
| februari 1967  | Helen Kirk                                                                                                  | Kim Farber                     | Mark Lane                                           |                                        |
| maart 1967     | Nancy Chamberlain                                                                                           | Fran Gerard                    | Orson Welles                                        | Sharon Tate                            |
| april 1967     | Cheryl Shrode                                                                                               | Gwen Wong                      | Arnold Toynbee                                      |                                        |
| mei 1967       | Beth Hyatt                                                                                                  | Anne Randall                   | Woody Allen                                         | Sylva Koscina                          |
| juni 1967      | Sharon Kristie                                                                                              | Joey Gibson                    | Panelinterview over religie                         |                                        |
| juli 1967      | Venita Wolf                                                                                                 | Heather Ryan                   | Michael Caine                                       |                                        |
| augustus 1967  | Lisa Baker                                                                                                  | DeDe Lind                      | F. Lee Bailey                                       | Lisa Baker                             |
| september 1967 | Bo Bussmann                                                                                                 | Angela Dorian (Victoria Vetri) | John Lindsay                                        |                                        |
| november 1967  | geen model                                                                                                  | Reagan Wilson                  | Jim Garrison                                        |                                        |
| oktober 1967   | Beth Hyatt                                                                                                  | Kaya Christian                 | Michelangelo Antonioni                              |                                        |
| december 1967  | geen model                                                                                                  | Lynn Winchell                  | Johnny Carson                                       | Elke Sommer                            |
| januari 1968   | DeDe Lind, Angela Dorian, Kim Farber, Gwen Wong                                                             | Connie Kreski                  | Norman Mailer                                       | Stella Stevens                         |
| februari 1968  | Paulette Lindberg                                                                                           | Nancy Harwood                  | Jim Brown                                           | Joanna Pettet                          |
| maart 1968     | Sharon Kristie                                                                                              | Michelle Hamilton              | Truman Capote                                       |                                        |
| april 1968     | Dolly Read                                                                                                  | Gaye Rennie                    | Charles Percy                                       |                                        |
| mei 1968       | Angela Dorian                                                                                               | Elizabeth Jordan               | William Masters en Virginia Johnson                 | Angela Dorian                          |
| juni 1968      | Jennie Wallace                                                                                              | Britt Fredriksen               | John Kenneth Galbraith                              |                                        |
| juli 1968      | Lynn Hahn                                                                                                   | Melodye Prentiss               | Paul Newman                                         |                                        |
| augustus 1968  | Aino Korva                                                                                                  | Gale Olson                     | William Sloane Coffin                               | Carroll Baker                          |
| september 1968 | Erika Toth                                                                                                  | Dru Hart                       | Stanley Kubrick                                     |                                        |
| november 1968  | Dale Fahey                                                                                                  | Majken Haugedal                | Ralph Nader                                         | Barbara McNair                         |
| oktober 1968   | geen model                                                                                                  | Paige Young                    | Don Rickles                                         |                                        |
| december 1968  | Cynthia Myers                                                                                               | Cynthia Myers                  | Eldridge Cleaver                                    |                                        |
| januari 1969   | geen model                                                                                                  | Leslie Bianchini               | Lee Marvin                                          |                                        |
| februari 1969  | Nancy Chamberlain                                                                                           | Lorrie Menconi                 | Mort Sahl                                           | Pamela Tiffin                          |
| maart 1969     | Penny James                                                                                                 | Kathy MacDonald                | Marshall McLuhan                                    |                                        |
| april 1969     | Sharon Kristie                                                                                              | Lorna Hopper                   | Allen Ginsberg                                      | Brigitte Bardot                        |
| mei 1969       | Paulette Lindberg                                                                                           | Sally Sheffield                | Bill Cosby                                          |                                        |
| juni 1969      | Connie Kreski                                                                                               | Helena Antonaccio              | Gore Vidal                                          | Connie Kreski                          |
| juli 1969      | Barbara Klein (Barbi Benton)                                                                                | Nancy McNeil                   | Rod Steiger                                         |                                        |
| augustus 1969  | Penny James                                                                                                 | Debbie Hooper                  | Ramsey Clark                                        | Paula Kelly                            |
| september 1969 | Shay Knuth                                                                                                  | Shay Knuth                     | Panelinterview over studentenopstanden              | Julie Newmar                           |
| november 1969  | Paulette Lindberg                                                                                           | Jean Bell                      | Dan Rowan & Dick Martin                             |                                        |
| oktober 1969   | geen model                                                                                                  | Claudia Jennings               | Jesse Jackson                                       |                                        |
| december 1969  | Jorja Beck                                                                                                  | Gloria Root                    | Joe Namath                                          |                                        |